# Культура мови
Культу́ра мо́ви — рівень володіння нормами усної і писемної літературної мови, а також свідоме, цілеспрямоване, майстерне використання мовно-виражальних засобів залежно від мети й обставин спілкування. 
Наука про культуру мови — галузь мовознавства, яка, використовуючи дані історії літературної мови, граматики, лексикології, стилістики, словотвору, виробляє наукові критерії в оцінці мовних явищ.
Важливими складовими частинами культури мови є ортологія, лінгвостилістика (функціональна та експресивна оцінка мовних засобів). Головне завдання культури мови — виховання навичок літературного спілкування, засвоєння і стабільне використання літературних норм у слововжитку, граматичному оформленні мови, у вимові та наголошуванні, неприйняття спотвореної мови або суржику.
Культура мови безпосередньо пов'язана із станом нормування, кодифікації літературної мови, відбитим у словниках, граматиках, практичних курсах мови. Регулювальна функція культури мови полягає, зокрема, в досягненні діалектичної рівноваги між нормативною та історичною граматикою, між практичними і теоретичними курсами мови. Вона по-різному реагує на закономірності усної і писемної мови.
Культура усної мови — це традиції усного спілкування інтелігенції, освічених кіл суспільства, багатого на варіанти порівняно з культурою писемної мови. У прагненні громадськості регулювати мовні процеси, берегти чистоту мови, визначати міру вживання іншомовних слів, неологізмів, взагалі мовних змін часом діють тенденції пуризму, коли через настійні заборони вживати певні слова й вислови культивується мова дистильована, навіть штучна, далека від живомовної практики. Тому культуро мовні рекомендації мають постійно враховувати різноманітність стилів і форм висловлювання, спиратися на факти історії літературної мови для того, щоб уникати суб'єктивних, заборонних правил. Увага громадськості до культури мови визначається загальним рівнем розвитку національної культури.

## Висока і низька культура мови
Культура мови оцінюється щодо точності, ясності, виразності, стилістичної вправності висловлювання, майстерності мовця у використанні лексичних, граматичних синонімів, у доборі структурних варіантів висловлювання тощо. Існують, зокрема, синтаксичні засоби увиразнення ораторської мови — риторичні питання, звертання до слухачів, різноманітні форми діалогізації мови, які надають ораторському стилю емоційності, невимушеності, жвавості.
Низька культура мови характеризується порушенням правил слововживання, граматики, вимови та наголошення, написання. Наприклад, помилково вживають вислови добро пожалувати замість ласкаво просимо, підписка газет замість передплата газет, дякувати його замість дякувати йому; неправильно наголошують слова: ро́блю, пи́шу, піде́мо замість роблю́, пишу́, пі́демо. Ознакою низької культури мови є оглушення дзвінких приголосних у кінці слів і складів, м'яка вимова шиплячих, коли вимовляють дуп замість дуб або чьому, шчьо замість чому, що.
Високий рівень культури мови означає володіння стилістичним багатством мови, уникнення у мовній практиці газетних штампів, канцеляризмів, діалектизмів, досягнення такої усної і писемної форми спілкування, яка б найповніше, найточніше передавала зміст думки. Мовні стереотипи, недбалість у висловленні — це бідність думки.

## Виховання культури мови
Основи культури мови закладаються у дошкільному та шкільному вихованні. Тут формується мовний етикет, засвоюються зразки мовної поведінки, відшліфовані в процесі культур, спілкування носіїв мови. Індивідуальна робота над культурою мови триває протягом усього свідомого життя мовця.
Виховання культури мови — це розвиток чуття мови у процесі пізнання найкращих художньо-естетичних зразків мови, засвоєння мовно-культурних традицій народу. В широкому розумінні культура мови передбачає високий рівень мовної свідомості індивідів, їх дбайливе ставлення до рідного слова, усвідомлення його значення для розвитку інтелектуальної та емоційної культури нації. Культура мови як соціолінгвістична, етнопсихолінгвістична дисципліна залежить від мовної політики, суспільних функцій мови, поширення престижу літературної мови через освіту, театр, видавничу діяльність, засоби масової інформації.

## Історія утвердження української культури мови
Культуромовний підхід до літературної писемної практики започатковується в перших словниках, граматиках, автори яких (Памво Беринда, Лаврентій Зизаній, Павло Білецький-Носенко та ін.) орієнтувалися на певні зразки, вибираючи їх із можливих варіантних форм, підкреслюючи специфіку української серед інших мов.
Культура української мови утверджувалася завдяки таким працям, як «Грамматика малороссийскаго нарічія» 0. П. Павловського (1818), дослідженням Якова Головацького, Павла Житецького, Костя Михальчука, Агатангела Кримського та ін. Становленню лексичних норм української мови сприяв «Словарь української мови» за редакцією Бориса Грінченка (1907—1909).
З 20-х рр. 20 ст. активне обговорення питань нормалізації української мови супроводжувалося появою перекладних термінологічних словників, практичних курсів української мови, посібників з культури мови, серед них праці Олени Курило, Миколи Сулими, Сергія Смеречинського, Миколи Гладкого, Євгена Плужника, Валер'яна Підмогильного. Аналізові літературних норм української мови було присвячено збірник «Культура української мови» (1931).
Загально-літературна норма утверджувалася в працях Івана Огієнка. Вчений звертався до питань становлення і розвитку літературної мови, обґрунтовував специфіку синтаксичної, лексичної, правописної норми тощо.
Кодифікації літературних норм у 30—40-ві рр. сприяло видання праці «Норми української літературної мови» Олекси Синявського (1931). Унормування української літературної мови в післявоєнний період ґрунтується на прийнятті «Українського правопису» (1946), його 2-ї (1960), 3-ї (1990) і 4-ї (1993) редакцій, на виданні нормативних словників сучасної української мови.
Діяльність наукової і письменницької громадськості в галузі культури мови активізувалася в 60—80-ті рр. В 1963 у Києві відбулася республіканська конференція з питань культури мови, на якій учителі, письменники висловили тривогу про стан викладання української мови в школах, про звуження функцій української мови в республіці, а отже, й про загальне зниження культури мови. Громадський резонанс мали виступи й культуромовна діяльність письменників Максима Рильського, Костянтина Гордієнка, О. Ільченка, Б. Антоненка-Давидовича, М. Шумила, П. Панча, О. Кундзіча, Д. Білоуса, мовознавців М. Жовтобрюха, В. Русанівського, М. Пилинського, В. Коптілова, А. Коваль та ін.
Поширенню орфоепічних норм сучасної української мови сприяли «Словник наголосів української літературної мови» (1959) та «Орфоепічний словник» (1984) М. Погрібного, словник-довідник «Українська літературна вимова і наголос» (1973). Лексичні та граматичні норми української мови розглядалися у працях Є. Чак.
1972 в Інституті мовознавства ім. О.О.Потебні АН УРСР утворено відділ культури мови (тепер цей відділ в Інституті української мови HAH України), з 1967 видається збірник «Культура слова». Протягом 70—80-х pp. культура мови постійно пропагується через засоби масової інформації (радіожурнал «Слово про слово», з 1989 — «Слово», у 80—90-х pp. -телепередачі «Живе слово», «Культура української мови», з 1990— «Говоримо українською»). Активізувалася діяльність у галузі культури мови на сторінках газет і журналів, особливо у зв'язку з прийнятим 1989 Законом УРСР «Про мови в Українській PCP».